# Damien Teku
Damien Tekou Foukou   (né le 9 novembre 1984 à Nanga-Eboko) est un coureur cycliste camerounais.

## Palmarès et résultats

### Palmarès par année
- 2004
  - 2e du championnat du Cameroun sur route
- 2007
  - 2e et 8eb étapes du Tour de l'Est International
  - 7e étape du Tour du Sénégal
- 2008
  - 7e et 12e étapes du Tour de l'Est International
  - 2e étape du Tour du Sénégal
  - 3e du Tour du Cameroun
- 2009
  - 3e et 8e étapes du Tour du Cameroun
  - 8e étape du Tour de l'Est International
  - 3e du Tour du Cameroun
- 2012
  - 1re étape du Tour du Cameroun

### Classements mondiaux
| Année           | 2007 | 2008 | 2009 | 2010 | 2011 | 2012 | 2013 | 2014 | 2015 |
| --------------- | ---- | ---- | ---- | ---- | ---- | ---- | ---- | ---- | ---- |
| UCI Africa Tour | 68e  | 74e  | 36e  | 67e  |      | 51e  |      | 64e  | 200e |